# Opsporingsonderzoek
Opsporingsonderzoek is in het Belgisch strafrecht een vooronderzoek dat wordt gevoerd door de procureur des Konings, zonder de tussenkomst van een onderzoeksrechter. Het wordt door de procureur zelf afgesloten.

## Definitie
Het opsporingsonderzoek is het geheel van de handelingen die ertoe strekken de misdrijven, hun daders en de bewijzen ervan op te sporen en de gegevens te verzamelen die dienstig zijn voor de uitoefening van de strafvordering.— Artikel 28bis §1 Sv.
Het opsporingsonderzoek wordt in de wet duidelijk onderscheiden van het gerechtelijk onderzoek. In de regel mogen opsporingshandelingen geen enkele dwangmaatregel inhouden, noch schending van individuele rechten en vrijheden, tenzij bij ontdekking op heterdaad. Inbeslagname van goederen is wel mogelijk. Indien er toch dwangmaatregelen moeten worden genomen, dan moet door de procureur een gerechtelijk onderzoek worden gevorderd bij de onderzoeksrechter.
Het opsporingsonderzoek omvat ook de proactieve recherche. Het kan ook proactief gegevens registreren op grond van een redelijk vermoeden van te plegen of reeds gepleegde maar nog niet ontdekte feiten.Ni 

## Onderzoeksverrichtingen
- ondervraging van de verdachte
- verhoren van getuigen, benadeelden,...
- confrontaties
- huiszoeking (met toestemming of toegelaten door bijzondere wet) en daarmee gepaard gaande inbeslagneming
- neerlegging van overtuigingsstukken op de griffie
- inwinnen van inlichtingen
- materiële vaststellingen
- maatschappelijke enquête
- aanstellen van technisch raadgever (géén deskundige)

De meeste van deze handelingen worden door de politiediensten ambtshalve gedaan. Via kantschriften geeft de procureur des Konings bijkomende onderzoeksopdrachten.

## Einde van het opsporingsonderzoek
De procureur des Konings kan volgende beslissingen nemen:
1. Niet vervolgen: seponering, voorstellen van minnelijke schikking of bemiddeling
2. Vorderen van een gerechtelijk onderzoek
3. Dagvaarding: rechtstreeks ofwel door een oproeping bij proces-verbaal

De procureur des Konings kan, indien het openbaar belang het vereist, aan de pers gegevens verstrekken, met inachtneming van het vermoeden van onschuld, de rechten van verdediging van de verdachte, het slachtoffer en derden, het privé-leven en de waardigheid van personen.